# توکانتینس (رود)
رود توکانتینس رودیست در کشور برزیل. در زبان توپی، نام این رود به معنای "نوک توکان" (Tukã برای "توکان" و Ti برای "نوک "). جریان توکانتینس از جنوب به شمال به طول ۲٬۶۴۰ کیلومتر می‌باشد. این رود از چهار ایالت برزیل (گوییاس، توکانتینس، مارانیائو و پارا) عبور کرده و به اقیانوس اطلس می‌ریزد. جدیدترین ایالت برزیل، ایالت توکانتینس، نامش را از این رود گرفته است.